# 정상인
정상인(鄭尙仁)은 일제강점기에 주로 활동한 한국의 장로교 목사이다.

## 생애
평안북도 철산군 출신으로 1915년에 평양의 숭실학교를 졸업했다. 이후 선천군의 북장로교 계열 학교인 신성학교에서 교사로 근무했다.
1919년 3·1 운동이 일어났을 때 선천 지역은 민족대표 33인 중 한 사람인 양전백의 지휘 하에 이 운동에 적극적으로 가담했다. 이때 정상인도 기독교 계열 인사들과 함께 신성학교 월례기독회를 이용하여 강연을 하고 만세운동을 주도했다.
이 사건으로 중국으로 망명한 뒤 난징에 있는 금릉신학교에 진학했다. 귀국 후 1924년에 평북노회에서 목사 안수를 받고 목회자가 되었다. 선천남교회에 재직하며 목회 활동을 하였으며, 1932년 평북노회장에 선출되어 이 지역 장로교단의 유력한 인물이 되었다.
1935년에 만주의 펑톈에 있는 서탑교회에 초빙받아 만주로 이주했다. 1938년 조선예수교장로회의 만주노회장이 되는 등 만주 지역 장로교단을 대표 하였다.
1941년에는 전쟁 시국으로 기독교가 탄압을 받으면서 만주 지역의 개신교 교파가 강제로 통합되었다. 이때 장로교와 감리교, 성결교 등이 모두 통합된 만주기독교총회의 총회장에 올랐고, 역시 초교파적 신학교로 펑톈엔 설립된 만주신학원 원장직도 맡았다. 이러한 행위는 일제의 종교 정책에 협력한 것으로 간주되어 2008년 발표된 민족문제연구소의 친일인명사전 수록예정자 명단 중 개신교 부문에 포함되어 있다.
일제 패망 후 소군정 지역인 평안북도 룡천군 남시교회에 부임했다가 월남하지 못했다. 조선민주주의인민공화국 정권 하에서 살해 또는 처형당한 것으로 전해지나 자세한 사망 시기와 경위는 알 수 없다.

## 참고자료
- 정상인(鄭尙仁) - 한국학중앙연구원